# Presqu'île de Taiarapu
La presqu'île de Taiarapu ou Tahiti Iti, littéralement le « Petit Tahiti », est une presqu'île du sud-est de l'île de Tahiti, en Polynésie française. Rattachée au reste de cette île par l'isthme de Taravao, elle est partagée entre les communes de Taiarapu-Est et Taiarapu-Ouest.
La partie Est de la presqu'île, au-delà de Teahupo'o et Tautira, s'appelle le Fenua 'Aihere, prononcé [fenwaiʃere], et est réputée être la dernière zone sauvage de l'île de Tahiti, refuge de la biodiversité, uniquement accessible en bateau.
1. ↑  Fenua Aihere, découverte d'une presqu'île, documentaire diffusé sur France Ô et réalisé par Thomas Delorme en 2018

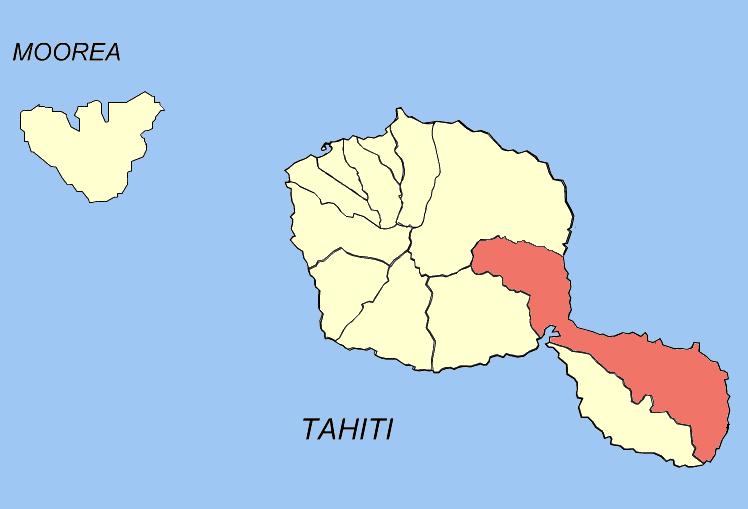
Localisation de la commune de Taiarapu-Est (en rouge)
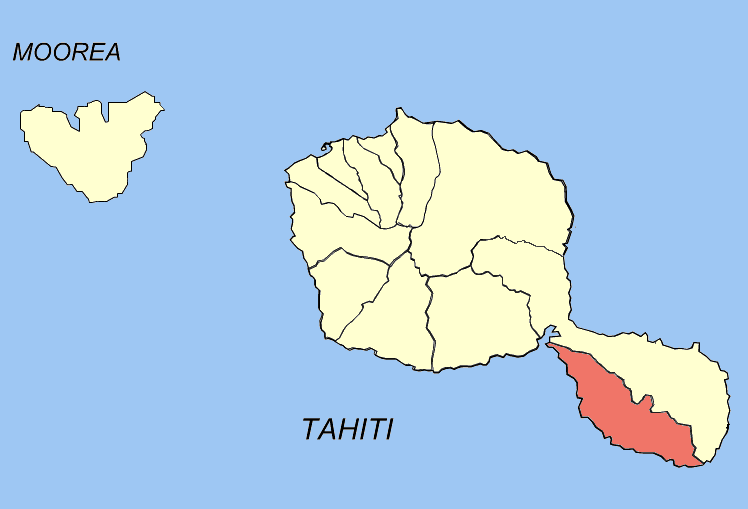
Localisation de la commune de Taiarapu-Ouest (en rouge).